# Солонина, Василий Андреевич
Василий Андреевич Солонина (31 августа (12 сентября) 1862 — 1934) — российский и советский химик.

## Биография
По окончании курса на естественном отделении физико-математического факультета Санкт-Петербургского университета поступил ассистентом на кафедру аналитической химии в Московском техническом училище. В 1898 году защитил магистерскую диссертацию «К вопросу о замещении в первичных аминах амидогруппы галоидом и о разделении друг от друга первичных, вторичных и третичных аминов», в 1899 году был назначен экстраординым профессором в Варшавский политехнический институт. В этот период времени работал преимущественно над аминами. В 1907 году стал профессором Донского политехнического института, с 1919 по 1926 год был профессором химии в Нижегородском педагогическом институте, с 1929 по 1932 год — профессором химико-технологического института в этом же городе.
Солонина изучал получение первичных и вторичных аминов жирного ряда, действие на них фенолята натрия, хлористого нитрозила, галоидопроизводных ароматических углеводородов, разделение аминов на первичные, вторичные и третичные. Главная работа: «О замещении амидогруппы галоидом в первичных аминах и к разделению друг от друга первичных, вторичных и третичных аминов» (1898).